# Guiseley
Guiseley – miasto w Wielkiej Brytanii, w Anglii, w regionie Yorkshire and the Humber, w hrabstwie West Yorkshire. W 2001 r. miasto to zamieszkiwało 21 359 osób.